# 昇明
昇明（477年七月－479年四月）是南朝宋顺帝刘准的年號，共2年餘。是南朝宋的最后一个年号。

## 纪年
| 昇明 | 元年  | 二年  | 三年  |
| ---- | ----- | ----- | ----- |
| 公元 | 477年 | 478年 | 479年 |
| 干支 | 丁巳  | 戊午  | 己未  |

## 參看
- 中国年号索引
- 同期存在的其他政权年号
  - 太和（477年正月－499年十二月）：北魏政权北魏孝文帝元宏年号
  - 永康（464年－484年）：柔然政权受罗部真可汗予成年号